# Didier Tholot
Didier Tholot (sinh ngày 2 tháng 4 năm 1964) là một cựu cầu thủ bóng đá chuyên nghiệp người Pháp. Ông chuyển sang công việc huấn luyện từ năm 2002 và hiện đang dẫn dắt câu lạc bộ Pau FC.Trong thời gian ở Bordeaux, ông đã chơi trong trận Chung kết UEFA Champions League 1996.